# Pareh Vānlū
Pareh Vānlū (persiska: پيرايوواتلو, پره وانلو, Pīrāyūvātlū) är en ort i Iran.   Den ligger i provinsen Ardabil, i den nordvästra delen av landet, 500 km nordväst om huvudstaden Teheran. Pareh Vānlū ligger 51 meter över havet och antalet invånare är 885.
Terrängen runt Pareh Vānlū är platt. Runt Pareh Vānlū är det ganska tätbefolkat, med 104 invånare per kvadratkilometer. Närmaste större samhälle är Pārsābād, 11,0 km öster om Pareh Vānlū. Trakten runt Pareh Vānlū består till största delen av jordbruksmark.